# Sverige-Finland

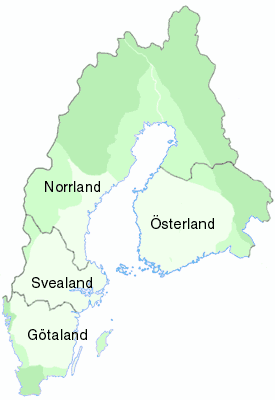
Sveriges traditionella landsdelar. Expansionsskeden med olika nyanser av grönt, gränserna år 1700.

Sverige–Finland (finska: Ruotsi–Suomi) är en under 1900-talet ibland använd benämning på Sverige under epoken från 1200-talet till finska krigets slut 1809, då Sverige även omfattade det område som i dag är det självständiga Finland. Begreppet har kommit till användning inom historieundervisningen som pendang till det samtida motsvarande begreppet Danmark–Norge samt det följande Sverige–Norge som dock står för personalunioner mellan två riken med åtminstone delvis åtskilda politiska strukturer.
Uttrycket Sverige–Finland började användas i Finland under 1930-talet, bland annat av didaktiska skäl, men rekommenderas inte längre. Benämningen är missvisande eftersom dagens Finland motsvarar åtta av de dåtida svenska landskapen (och från 1634 länen), och "den östra rikshalvan" (Österlanden) utgjorde en landsdel på samma sätt som Götaland, Svealand och Norrland. Benämningen Sverige–Finland överdriver därför den relativa autonomi som under vissa tider, bland annat under Kalmarunionen, kunde ges till exempelvis ståthållaren i Viborg.
Samtiden använde aldrig uttrycket Sverige–Finland utan bara Konungariket Sverige eller Sverige vars innevånare alla var "svenskar" som överordnad nationalitetsbeteckning till sin etniska eller geografiska tillhörighet (östgöte, österbottning, same, skåning, ålänning, karelare osv).